# پربن کاس
پربن کاس (دانمارکی: Preben Kaas؛ ‏ ۳۰ مارس ۱۹۳۰ – ۲۷ مارس ۱۹۸۱) بازیگر اهل دانمارک بود.
از فیلم‌هایی که وی در آن نقش داشته‌است، می‌توان به جسد کجاست مولر؟، زمستان آخر، مرغزار سرخ و مهمانی اداره اشاره کرد.